# Unterschächen
Unterschächen és un municipi del cantó d'Uri (Suïssa).